# روبرت سكوت تومسون
روبرت سكوت تومسون (بالإنجليزية: Robert Scott Thompson)‏ هو ملحن أمريكي، ولد في 1959.